# Порту-Униан
Порту-Униан (порт. Porto União)  —  муниципалитет в Бразилии, входит в штат Санта-Катарина. Составная часть мезорегиона Север штата Санта-Катарина. Входит в экономико-статистический  микрорегион Каноиньяс. Население составляет 33 095 человек на 2005 год. Занимает площадь 851,2 км². Плотность населения — 38,89 чел./км².
Праздник города — 5 сентября.

## История
Город основан 5 сентября 1917 год]а.

## Статистика
- Валовой внутренний продукт на 2002 год составляет 111 715 000 реалов (данные: Бразильский институт географии и статистики).
- Валовой внутренний продукт на душу населения на 2002 год составляет 3375 реалов (данные: Бразильский институт географии и статистики).
- Индекс развития человеческого потенциала на 2000 год составляет 0.806 (данные: Программа развития ООН).